# باتريك هنري هيوز
باتريك هنري هيوز (بالإنجليزية: Patrick Henry Hughes) هو مغني وموسيقي وعازف بيانو أمريكي، ولد في 10 مارس 1988.

## وصلات خارجية
- باتريك هنري هيوز على موقع IMDb (الإنجليزية)

- الموقع الرسمي